# Robert Martsch
Pour les articles homonymes, voir Martsch.
Robert Martsch est un animateur américain ayant travaillé pour les studios Disney.

## Filmographie
- 1937 : Le Vieux Moulin
- 1937 : Blanche-Neige et les Sept Nains
- 1940 : Pinocchio